# Golubinjak Mali
Golubinjak Mali je nenaseljeni otočić u otočju Lastovci, istočno od Lastova. Otok je od Lastova udaljen oko 3800 metara, a najbliži otok mu je Golubinjak Veli, oko 260 m prema istoku i Češvinica, oko 350 m prema sjeverozapadu.
Površina otoka je 8158 m2 duljina obalne crte 333 m, a visina 12 metara.